# 1399
Portal Geschichte | Portal Biografien | Aktuelle Ereignisse | Jahreskalender | Tagesartikel

◄ |
13. Jahrhundert |
14. Jahrhundert
| 15. Jahrhundert | ►

◄ |
1360er |
1370er |
1380er |
1390er
| 1400er | 1410er | 1420er | ►

◄◄ |
◄ |
1395 |
1396 |
1397 |
1398 |
1399
| 1400 | 1401 | 1402 | 1403 | ► | ►►
Staatsoberhäupter  · Nekrolog
| Januar | Januar | Januar | Januar | Januar | Januar | Januar | Januar |
| Kw     | Mo     | Di     | Mi     | Do     | Fr     | Sa     | So     |
| 1      |        |        | 1      | 2      | 3      | 4      | 5      |
| 2      | 6      | 7      | 8      | 9      | 10     | 11     | 12     |
| 3      | 13     | 14     | 15     | 16     | 17     | 18     | 19     |
| 4      | 20     | 21     | 22     | 23     | 24     | 25     | 26     |
| 5      | 27     | 28     | 29     | 30     | 31     |        |        |
| ------ | ------ | ------ | ------ | ------ | ------ | ------ | ------ |

| Februar | Februar | Februar | Februar | Februar | Februar | Februar | Februar |
| Kw      | Mo      | Di      | Mi      | Do      | Fr      | Sa      | So      |
| 5       |         |         |         |         |         | 1       | 2       |
| 6       | 3       | 4       | 5       | 6       | 7       | 8       | 9       |
| 7       | 10      | 11      | 12      | 13      | 14      | 15      | 16      |
| 8       | 17      | 18      | 19      | 20      | 21      | 22      | 23      |
| 9       | 24      | 25      | 26      | 27      | 28      |         |         |
| ------- | ------- | ------- | ------- | ------- | ------- | ------- | ------- |

| März | März | März | März | März | März | März | März |
| Kw   | Mo   | Di   | Mi   | Do   | Fr   | Sa   | So   |
| 9    |      |      |      |      |      | 1    | 2    |
| 10   | 3    | 4    | 5    | 6    | 7    | 8    | 9    |
| 11   | 10   | 11   | 12   | 13   | 14   | 15   | 16   |
| 12   | 17   | 18   | 19   | 20   | 21   | 22   | 23   |
| 13   | 24   | 25   | 26   | 27   | 28   | 29   | 30   |
| 14   | 31   |      |      |      |      |      |      |
| ---- | ---- | ---- | ---- | ---- | ---- | ---- | ---- |

| April | April | April | April | April | April | April | April |
| Kw    | Mo    | Di    | Mi    | Do    | Fr    | Sa    | So    |
| 14    |       | 1     | 2     | 3     | 4     | 5     | 6     |
| 15    | 7     | 8     | 9     | 10    | 11    | 12    | 13    |
| 16    | 14    | 15    | 16    | 17    | 18    | 19    | 20    |
| 17    | 21    | 22    | 23    | 24    | 25    | 26    | 27    |
| 18    | 28    | 29    | 30    |       |       |       |       |
| ----- | ----- | ----- | ----- | ----- | ----- | ----- | ----- |

| Mai | Mai | Mai | Mai | Mai | Mai | Mai | Mai |
| Kw  | Mo  | Di  | Mi  | Do  | Fr  | Sa  | So  |
| 18  |     |     |     | 1   | 2   | 3   | 4   |
| 19  | 5   | 6   | 7   | 8   | 9   | 10  | 11  |
| 20  | 12  | 13  | 14  | 15  | 16  | 17  | 18  |
| 21  | 19  | 20  | 21  | 22  | 23  | 24  | 25  |
| 22  | 26  | 27  | 28  | 29  | 30  | 31  |     |
| --- | --- | --- | --- | --- | --- | --- | --- |

| Juni | Juni | Juni | Juni | Juni | Juni | Juni | Juni |
| Kw   | Mo   | Di   | Mi   | Do   | Fr   | Sa   | So   |
| 22   |      |      |      |      |      |      | 1    |
| 23   | 2    | 3    | 4    | 5    | 6    | 7    | 8    |
| 24   | 9    | 10   | 11   | 12   | 13   | 14   | 15   |
| 25   | 16   | 17   | 18   | 19   | 20   | 21   | 22   |
| 26   | 23   | 24   | 25   | 26   | 27   | 28   | 29   |
| 27   | 30   |      |      |      |      |      |      |
| ---- | ---- | ---- | ---- | ---- | ---- | ---- | ---- |

| Juli | Juli | Juli | Juli | Juli | Juli | Juli | Juli |
| Kw   | Mo   | Di   | Mi   | Do   | Fr   | Sa   | So   |
| 27   |      | 1    | 2    | 3    | 4    | 5    | 6    |
| 28   | 7    | 8    | 9    | 10   | 11   | 12   | 13   |
| 29   | 14   | 15   | 16   | 17   | 18   | 19   | 20   |
| 30   | 21   | 22   | 23   | 24   | 25   | 26   | 27   |
| 31   | 28   | 29   | 30   | 31   |      |      |      |
| ---- | ---- | ---- | ---- | ---- | ---- | ---- | ---- |

| August | August | August | August | August | August | August | August |
| Kw     | Mo     | Di     | Mi     | Do     | Fr     | Sa     | So     |
| 31     |        |        |        |        | 1      | 2      | 3      |
| 32     | 4      | 5      | 6      | 7      | 8      | 9      | 10     |
| 33     | 11     | 12     | 13     | 14     | 15     | 16     | 17     |
| 34     | 18     | 19     | 20     | 21     | 22     | 23     | 24     |
| 35     | 25     | 26     | 27     | 28     | 29     | 30     | 31     |
| ------ | ------ | ------ | ------ | ------ | ------ | ------ | ------ |

| September | September | September | September | September | September | September | September |
| Kw        | Mo        | Di        | Mi        | Do        | Fr        | Sa        | So        |
| 36        | 1         | 2         | 3         | 4         | 5         | 6         | 7         |
| 37        | 8         | 9         | 10        | 11        | 12        | 13        | 14        |
| 38        | 15        | 16        | 17        | 18        | 19        | 20        | 21        |
| 39        | 22        | 23        | 24        | 25        | 26        | 27        | 28        |
| 40        | 29        | 30        |           |           |           |           |           |
| --------- | --------- | --------- | --------- | --------- | --------- | --------- | --------- |

| Oktober | Oktober | Oktober | Oktober | Oktober | Oktober | Oktober | Oktober |
| Kw      | Mo      | Di      | Mi      | Do      | Fr      | Sa      | So      |
| 40      |         |         | 1       | 2       | 3       | 4       | 5       |
| 41      | 6       | 7       | 8       | 9       | 10      | 11      | 12      |
| 42      | 13      | 14      | 15      | 16      | 17      | 18      | 19      |
| 43      | 20      | 21      | 22      | 23      | 24      | 25      | 26      |
| 44      | 27      | 28      | 29      | 30      | 31      |         |         |
| ------- | ------- | ------- | ------- | ------- | ------- | ------- | ------- |

| November | November | November | November | November | November | November | November |
| Kw       | Mo       | Di       | Mi       | Do       | Fr       | Sa       | So       |
| 44       |          |          |          |          |          | 1        | 2        |
| 45       | 3        | 4        | 5        | 6        | 7        | 8        | 9        |
| 46       | 10       | 11       | 12       | 13       | 14       | 15       | 16       |
| 47       | 17       | 18       | 19       | 20       | 21       | 22       | 23       |
| 48       | 24       | 25       | 26       | 27       | 28       | 29       | 30       |
| -------- | -------- | -------- | -------- | -------- | -------- | -------- | -------- |

| Dezember | Dezember | Dezember | Dezember | Dezember | Dezember | Dezember | Dezember |
| Kw       | Mo       | Di       | Mi       | Do       | Fr       | Sa       | So       |
| 49       | 1        | 2        | 3        | 4        | 5        | 6        | 7        |
| 50       | 8        | 9        | 10       | 11       | 12       | 13       | 14       |
| 51       | 15       | 16       | 17       | 18       | 19       | 20       | 21       |
| 52       | 22       | 23       | 24       | 25       | 26       | 27       | 28       |
| 1        | 29       | 30       | 31       |          |          |          |          |
| -------- | -------- | -------- | -------- | -------- | -------- | -------- | -------- |

| Januar | Januar | Januar | Januar | Januar | Januar | Januar | Januar |
| Kw     | Mo     | Di     | Mi     | Do     | Fr     | Sa     | So     |
| 1      |        |        | 1      | 2      | 3      | 4      | 5      |
| 2      | 6      | 7      | 8      | 9      | 10     | 11     | 12     |
| 3      | 13     | 14     | 15     | 16     | 17     | 18     | 19     |
| 4      | 20     | 21     | 22     | 23     | 24     | 25     | 26     |
| 5      | 27     | 28     | 29     | 30     | 31     |        |        |
| ------ | ------ | ------ | ------ | ------ | ------ | ------ | ------ |

| Februar | Februar | Februar | Februar | Februar | Februar | Februar | Februar |
| Kw      | Mo      | Di      | Mi      | Do      | Fr      | Sa      | So      |
| 5       |         |         |         |         |         | 1       | 2       |
| 6       | 3       | 4       | 5       | 6       | 7       | 8       | 9       |
| 7       | 10      | 11      | 12      | 13      | 14      | 15      | 16      |
| 8       | 17      | 18      | 19      | 20      | 21      | 22      | 23      |
| 9       | 24      | 25      | 26      | 27      | 28      |         |         |
| ------- | ------- | ------- | ------- | ------- | ------- | ------- | ------- |

| März | März | März | März | März | März | März | März |
| Kw   | Mo   | Di   | Mi   | Do   | Fr   | Sa   | So   |
| 9    |      |      |      |      |      | 1    | 2    |
| 10   | 3    | 4    | 5    | 6    | 7    | 8    | 9    |
| 11   | 10   | 11   | 12   | 13   | 14   | 15   | 16   |
| 12   | 17   | 18   | 19   | 20   | 21   | 22   | 23   |
| 13   | 24   | 25   | 26   | 27   | 28   | 29   | 30   |
| 14   | 31   |      |      |      |      |      |      |
| ---- | ---- | ---- | ---- | ---- | ---- | ---- | ---- |

| April | April | April | April | April | April | April | April |
| Kw    | Mo    | Di    | Mi    | Do    | Fr    | Sa    | So    |
| 14    |       | 1     | 2     | 3     | 4     | 5     | 6     |
| 15    | 7     | 8     | 9     | 10    | 11    | 12    | 13    |
| 16    | 14    | 15    | 16    | 17    | 18    | 19    | 20    |
| 17    | 21    | 22    | 23    | 24    | 25    | 26    | 27    |
| 18    | 28    | 29    | 30    |       |       |       |       |
| ----- | ----- | ----- | ----- | ----- | ----- | ----- | ----- |

| Mai | Mai | Mai | Mai | Mai | Mai | Mai | Mai |
| Kw  | Mo  | Di  | Mi  | Do  | Fr  | Sa  | So  |
| 18  |     |     |     | 1   | 2   | 3   | 4   |
| 19  | 5   | 6   | 7   | 8   | 9   | 10  | 11  |
| 20  | 12  | 13  | 14  | 15  | 16  | 17  | 18  |
| 21  | 19  | 20  | 21  | 22  | 23  | 24  | 25  |
| 22  | 26  | 27  | 28  | 29  | 30  | 31  |     |
| --- | --- | --- | --- | --- | --- | --- | --- |

| Juni | Juni | Juni | Juni | Juni | Juni | Juni | Juni |
| Kw   | Mo   | Di   | Mi   | Do   | Fr   | Sa   | So   |
| 22   |      |      |      |      |      |      | 1    |
| 23   | 2    | 3    | 4    | 5    | 6    | 7    | 8    |
| 24   | 9    | 10   | 11   | 12   | 13   | 14   | 15   |
| 25   | 16   | 17   | 18   | 19   | 20   | 21   | 22   |
| 26   | 23   | 24   | 25   | 26   | 27   | 28   | 29   |
| 27   | 30   |      |      |      |      |      |      |
| ---- | ---- | ---- | ---- | ---- | ---- | ---- | ---- |

| Juli | Juli | Juli | Juli | Juli | Juli | Juli | Juli |
| Kw   | Mo   | Di   | Mi   | Do   | Fr   | Sa   | So   |
| 27   |      | 1    | 2    | 3    | 4    | 5    | 6    |
| 28   | 7    | 8    | 9    | 10   | 11   | 12   | 13   |
| 29   | 14   | 15   | 16   | 17   | 18   | 19   | 20   |
| 30   | 21   | 22   | 23   | 24   | 25   | 26   | 27   |
| 31   | 28   | 29   | 30   | 31   |      |      |      |
| ---- | ---- | ---- | ---- | ---- | ---- | ---- | ---- |

| August | August | August | August | August | August | August | August |
| Kw     | Mo     | Di     | Mi     | Do     | Fr     | Sa     | So     |
| 31     |        |        |        |        | 1      | 2      | 3      |
| 32     | 4      | 5      | 6      | 7      | 8      | 9      | 10     |
| 33     | 11     | 12     | 13     | 14     | 15     | 16     | 17     |
| 34     | 18     | 19     | 20     | 21     | 22     | 23     | 24     |
| 35     | 25     | 26     | 27     | 28     | 29     | 30     | 31     |
| ------ | ------ | ------ | ------ | ------ | ------ | ------ | ------ |

| September | September | September | September | September | September | September | September |
| Kw        | Mo        | Di        | Mi        | Do        | Fr        | Sa        | So        |
| 36        | 1         | 2         | 3         | 4         | 5         | 6         | 7         |
| 37        | 8         | 9         | 10        | 11        | 12        | 13        | 14        |
| 38        | 15        | 16        | 17        | 18        | 19        | 20        | 21        |
| 39        | 22        | 23        | 24        | 25        | 26        | 27        | 28        |
| 40        | 29        | 30        |           |           |           |           |           |
| --------- | --------- | --------- | --------- | --------- | --------- | --------- | --------- |

| Oktober | Oktober | Oktober | Oktober | Oktober | Oktober | Oktober | Oktober |
| Kw      | Mo      | Di      | Mi      | Do      | Fr      | Sa      | So      |
| 40      |         |         | 1       | 2       | 3       | 4       | 5       |
| 41      | 6       | 7       | 8       | 9       | 10      | 11      | 12      |
| 42      | 13      | 14      | 15      | 16      | 17      | 18      | 19      |
| 43      | 20      | 21      | 22      | 23      | 24      | 25      | 26      |
| 44      | 27      | 28      | 29      | 30      | 31      |         |         |
| ------- | ------- | ------- | ------- | ------- | ------- | ------- | ------- |

| November | November | November | November | November | November | November | November |
| Kw       | Mo       | Di       | Mi       | Do       | Fr       | Sa       | So       |
| 44       |          |          |          |          |          | 1        | 2        |
| 45       | 3        | 4        | 5        | 6        | 7        | 8        | 9        |
| 46       | 10       | 11       | 12       | 13       | 14       | 15       | 16       |
| 47       | 17       | 18       | 19       | 20       | 21       | 22       | 23       |
| 48       | 24       | 25       | 26       | 27       | 28       | 29       | 30       |
| -------- | -------- | -------- | -------- | -------- | -------- | -------- | -------- |

| Dezember | Dezember | Dezember | Dezember | Dezember | Dezember | Dezember | Dezember |
| Kw       | Mo       | Di       | Mi       | Do       | Fr       | Sa       | So       |
| 49       | 1        | 2        | 3        | 4        | 5        | 6        | 7        |
| 50       | 8        | 9        | 10       | 11       | 12       | 13       | 14       |
| 51       | 15       | 16       | 17       | 18       | 19       | 20       | 21       |
| 52       | 22       | 23       | 24       | 25       | 26       | 27       | 28       |
| 1        | 29       | 30       | 31       |          |          |          |          |
| -------- | -------- | -------- | -------- | -------- | -------- | -------- | -------- |

## Ereignisse

### Politik und Weltgeschehen

#### Osteuropa

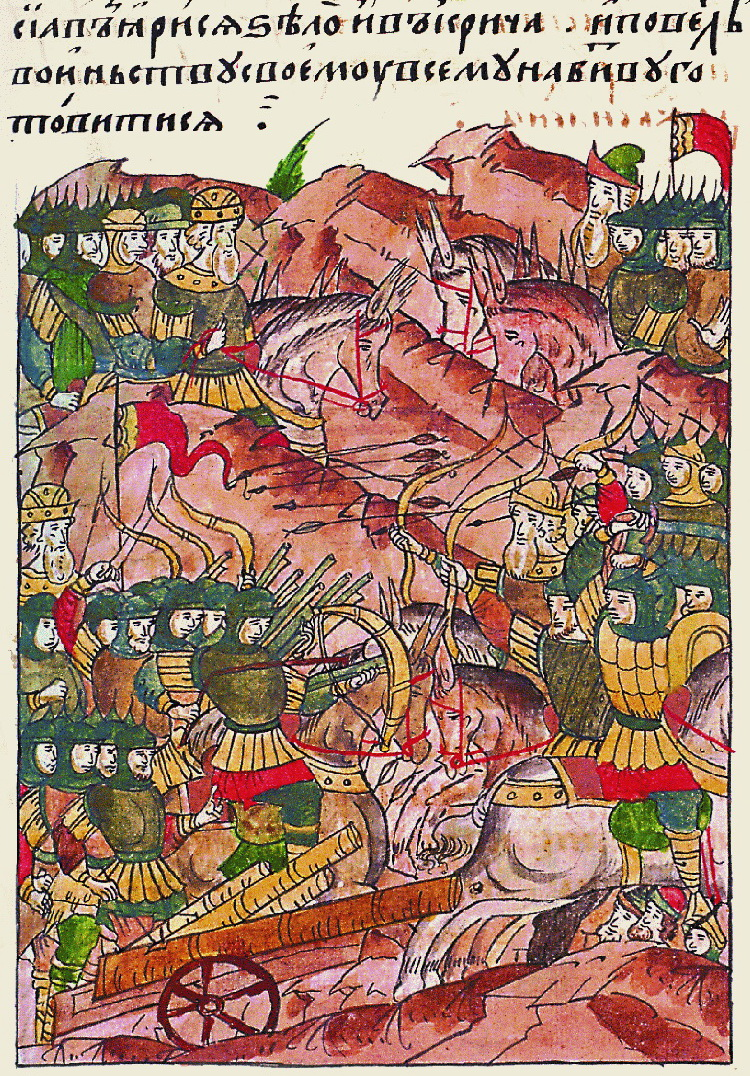
Schlacht an der Worskla

- 12. August: Tataren unter Emir Edigü und Khan Timur Kutlugh schlagen die Truppen des Großfürsten Vytautas von Litauen in der Schlacht an der Worskla, einem Nebenarm des Dnepr. Die litauische Niederlage in einer der größten und blutigsten Schlachten in der Geschichte Osteuropas beendet die Ambitionen Vytautas’ im Osten und die Hoffnungen des mit ihm verbündeten Toktamisch, die 1395 verlorene Macht in der Goldenen Horde zurückzugewinnen. Die an Vytautas’ Seite kämpfenden Tataren siedeln sich im Anschluss in Polen-Litauen an und werden zum Kern des Islam in Polen, Litauen und Belarus.

#### Heiliges Römisches Reich
Bei Auseinandersetzungen der ostfriesischen Häuptlinge gerät Widzeld tom Brok am 25. April bei Detern in einen Hinterhalt und flieht mit seinen Mannen in die dortige Kirche. Seine Feinde unter Führung von Erzbischof Otto II. von Bremen, der Bischöfe von Münster und Minden und des Grafen von Oldenburg zünden das Gotteshaus an und Widzeld erstickt und verbrennt mit seinen Leuten in der Kirche, die dabei völlig zerstört wird. Nachfolger Widzelds als Häuptling des Brookmerlandes wird sein Halbbruder Keno II. tom Brok.
- 25. September: Die Kalkumer Fehde wird mit einem zweiten Fehdebrief bekräftigt.
- Dohnaische Fehde

#### Königreich England

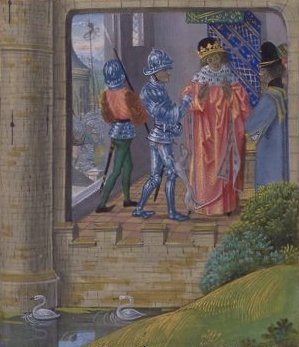
Richards Verhaftung

- 19. August: Nachdem Englands König Richard II. von Henry Bolingbroke die Zusicherung erhalten hat, am Leben gelassen zu werden, ergibt er sich in Flint Castle. Am 1. September wird er im Tower of London inhaftiert. Um die Krönung Henry Bolingbrokes zu ermöglichen, wird Richard II. wahrscheinlich gezwungen abzudanken und Heinrich als Nachfolger einzusetzen. Das einberufene Parlament erklärt Richard am 30. September der Krone für unwürdig. Wahrscheinlich wird Richard Ende des Jahres nach Pontefract Castle in Yorkshire verlegt.

Königliches Wappen Heinrichs IV.

- 13. Oktober: Henry Bolingbroke wird unter Umgehung der stärkeren Erbansprüche des minderjährigen Edmund Mortimer als Heinrich IV. zum englischen König gekrönt. Er begründet das Haus Lancaster.

#### Königreich Schottland
David Stewart, 1. Duke of Rothesay, Sohn und Kronprinz des erkrankten schottischen Königs Robert III., wird wegen Streitigkeiten mit dem benachbarten Königreich England zum Guardian of Scotland ernannt.

#### Afrika
Faradsch wird Sultan der Mamluken in Ägypten als Nachfolger seines verstorbenen Vaters Barqūq. Unter ihm brechen erneut Machtkämpfe unter den Mamlukenemiren aus, die das Reich erheblich schwächen. Hinzu kommen Epidemien und Hungersnöte, die zum Rückgang der Bevölkerung und dem Niedergang der Landwirtschaft führen. Durch den Zusammenbruch des Währungssystems wird auch die Wirtschaft des Reiches weiter geschädigt. Diese Krise des Reiches wird durch einen Konflikt mit Timur Lenk weiter verschärft.

### Kultur

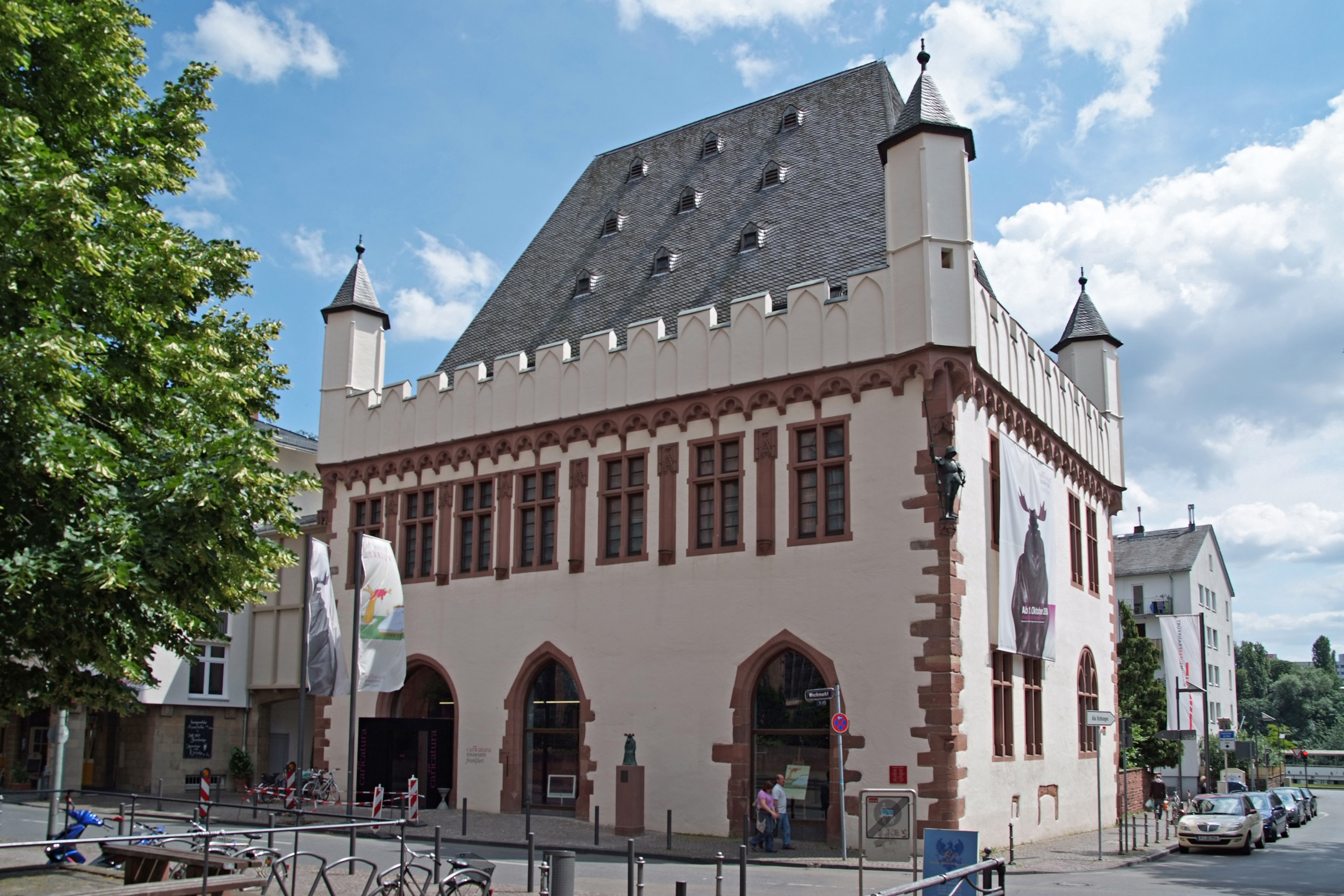
Das Leinwandhaus (2009)

- Stadtbaumeister Madern Gerthener stellt das als Waage geplante neue Leinwandhaus in Frankfurt am Main fertig.
- Das Billardspiel wird erstmals urkundlich erwähnt.
- Am von Jean de Meung verfassten zweiten Teil des erfolgreichen Rosenromans entzündet sich der erste bekannte Literatenstreit in Frankreich im Anschluss an die Épître au Dieu d'Amour (Sendbrief an den Gott der Liebe) von Christine de Pizan. Hierin kritisiert Christine die negativen Äußerungen von Jean de Meung über die Frauen und die Liebe. Als besonders frauenfeindlich prangert sie seine drastische und zynische Darstellung der körperlichen Liebe an. Unterstützt wird Christine von dem Theologen und Rektor der Pariser Universität Jean Gerson. Andere Professoren, wie Jean de Montreuil und die Brüder Pierre und Gontier Col nehmen Jean de Meung in Schutz.

### Religion
- 23. Mai: Friedrich von Perneck wird dem kränklichen Johann von Neuberg als Koadjutor zur Seite gestellt. Als Johann am 11. Juni stirbt, folgt ihm Friedrich als Bischof von Seckau. Am 16. September folgt die päpstliche Bestätigung.

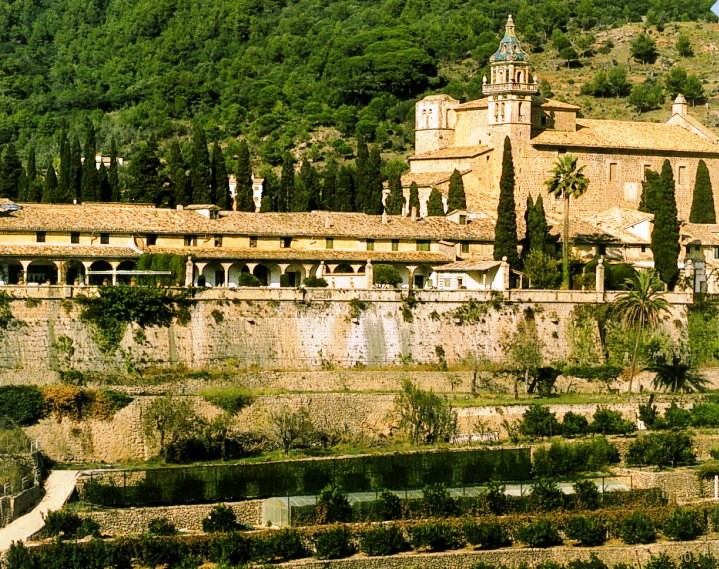
Kartause von Valldemossa

- König Martin I. von Aragón gründet auf den Grundmauern eines Alcázars in Valldemossa das Kloster Cartuja de Jesús Nazareno des Ordens der Kartäuser, heute als Kartause von Valldemossa eine der berühmtesten Sehenswürdigkeiten der Mittelmeerinsel Mallorca.
- Rutger von Brüggenei wird Bischof von Kurland.

## Geboren

### Geburtsdatum gesichert
- 25. Februar: Xuande, chinesischer Kaiser der Ming-Dynastie († 1435)
- 1. August: Pietro Geremia, italienischer Dominikaner und Diplomat († 1452)

### Genaues Geburtsdatum unbekannt
- Johann von Ahlefeldt, Geheimer Rat und Herr auf Gut Lehmkuhlen und Wittmold († 1463)
- Pietro Balbi, italienischer Humanist und Bischof von Tropea († 1479)
- Johannes Busch, Mönch im Kloster Windesheim, Reformer des Augustinerordens († 1479/1480)
- Giles Daubeney, englischer Ritter und Politiker († 1446)
- Jean d’Orléans, Graf von Angoulême und Périgord († 1467)
- Arnold Westphal, Universitätsrektor und Bischof von Lübeck († 1466)
- Zara Yaqob, Negus negest von Äthiopien († 1468)

### Geboren um 1399
- Pier Candido Decembrio, Übersetzer und Politiker in Mailand († 1477)
- 1399/1400: Rogier van der Weyden, flämischer Maler († 1464)

## Gestorben

### Erstes Halbjahr
- 3. Februar: John of Gaunt, englischer Adeliger, Lord High Steward of England, Begründer des Hauses Lancaster (* 1340)
- 10. Februar: Jean de Murol, Bischof von Genf und Saint-Paul-Trois-Châteaux (* um 1340)
- 21. März: Eberhard von Attendorn, Bischof von Lübeck
- 24. März: Margaret Brotherton, englische Adelige (* um 1320)
- 24. April: Philip Darcy, englischer Adliger, Militär und Richter (* 1352)
- 25. April: Widzeld tom Brok, ostfriesischer Häuptling des Brokmer- und des Auricherlands
- 1. Mai: Wilhelm I. zu Castell, Herrscher der Grafschaft Castell
- 11. Juni: Johann von Neuberg, Bischof von Seckau (* um 1330)

### Zweites Halbjahr
- 6. Juli: Martin von Polheim, deutscher Benediktiner und Abt des Stiftes Kremsmünster
- 11. Juli: Heinrich VIII., Herzog von Lüben, Liegnitz und Brieg (* 1344)
- 13. Juli: Peter Parler, deutscher Architekt, Bildhauer, Ingenieur und Dombaumeister (* 1330 oder 1333)
- 14. Juli: Johann Niebur, Bürgermeister von Lübeck

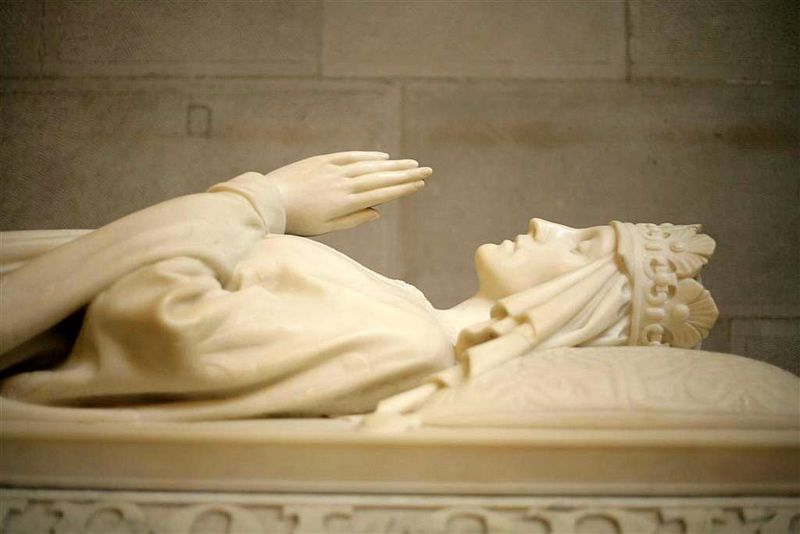
Hochgrab der heiligen Hedwig im Königsdom auf dem Wawel

- 17. Juli: Hedwig von Anjou, „König“ von Polen und katholische Heilige (* 1373)
- 17. Juli: Lamprecht von Brunn, Bischof von Brixen, Speyer, Straßburg und Bamberg (* um 1320/1330)
- 20. Juli: William Dacre, englischer Adeliger und Politiker (* um 1357)
- 23. Juli: Hugo von Hervorst, Generalvikar von Köln
- 7. September: Lisa von Lösnich, deutsche Adelige
- 13. September: Philippa FitzAlan, englische Adelige
- 22. September: Thomas Mowbray, englischer Adeliger, Earl of Nottingham und Earl Marshal of England (* 1366)
- 3. Oktober: Eleanor de Bohun, englische Adelige, Duchess of Gloucester
- 5. Oktober: Raimund von Capua, italienischer Dominikaner, geistlicher Begleiter und Biograf der heiligen Katharina von Siena (* um 1330)
- 29. Oktober: Gjin Bua Shpata, albanischer Fürst
- 1. November: Johann V., Herzog der Bretagne, Graf von Montfort-l’Amaury und Earl of Richmond (* 1339)
- 24. November: Kraft IV. von Hohenlohe-Weikersheim, fränkischer Edelmann (* nach 1340)
- 3. Dezember: Nikola Radonja, serbischer Magnat
- 18. Dezember: Eckart von Pernegg, Bischof von Chiemsee

### Genaues Todesdatum unbekannt
- nach dem 18. März: Jelena Gruba, Königin von Bosnien (* um 1345)
- nach dem 6. April: Christian V., Graf von Oldenburg (* um 1342)
- Barquq, Sultan der Mamluken in Ägypten (* 1339)
- Beatrix von Mecklenburg, erste fürstliche Äbtissin im Klarissenkloster Ribnitz (* 1324)
- Nicolaus Biceps, tschechischer Theologe und Philosoph
- Alhard I. von Deckenbrock, Ritter, Ratsherr in Münster, letzter Droste des Domkapitels und Gutsbesitzer
- Adolf Freitag, Domherr in Utrecht und Münster
- Jacques de Guyse, französischer Franziskaner und Geschichtsschreiber (* 1334)
- Otto von Braunschweig-Grubenhagen, Herzog von Braunschweig-Grubenhagen, Fürst von Tarent und Graf von Acerra (* 1319/1320)
- Gottfried von Witten, Domherr in Münster